# Інфрачервоне вікно в атмосфері
Інфрачервоне атмосферне вікно (вікно прозорості атмосфери) — смуга інфрачервоного випромінювання, в якій земна атмосфера відносно прозора. Основне вікно лежить в інтервалі довжини хвиль від 8 до 12 мкм.  

## Загальні відомості
Інфрачервоне вікно — властивість земної атмосфери, взята «як є» в кожній її точці, постійно змінюється і залежна від багатьох факторів, таких, як ландшафт, температура, різні гази і т. д. Ця властивість дозволяє частині інфрачервоного (теплового) випромінювання, що випромінюється з поверхні хмар, земної та морської поверхні, виходити в космос без відчутного поглинання й перевипромінювання, отже — без відчутного нагріву самої атмосфери.
Вікно не може бути чітко визначене[джерело?], як частина або ряд частин електромагнітного спектру випромінювання, через те, що спектральний склад вікна та місцеві умови навколишнього середовища (водяна пара, температура випромінюючої поверхні і т. д.) сильно варіюються, що перешкоджає проходженню випромінювання. З цієї ж причини властивості вікна різні залежно він напряму поширення випромінювання (вертикально вгору або паралельно земній поверхні). Серйозний внесок у спектр поглинання вносить водяна пара (так званий «парниковий газ», поряд з вуглекислим газом, метаном, закисом азоту і озоном), що робить його найважливішим фактором у варіації властивостей вікна.
Важливо розуміти різницю між поняттями «атмосферне вікно» і «спектральне вікно». Атмосферне вікно — динамічна (мінлива) властивість атмосфери, у той час, як спектральне вікно — постійна характеристика поглинання випромінювання багатьох парникових газів. Атмосферне вікно каже, що конкретно в даний момент відбувається в атмосфері, а спектральне вікно показує вплив тільки одного з багатьох чинників на загальну картину[джерело?].
Слід також розрізняти значення «прозорість вікна» і «прозорість вікна по довжинах хвиль випромінювання». Прозорість вікна показує, яке випромінювання пройде через дану ділянку атмосфери з урахуванням усіх можливих у даному випадку факторів. Прозорість по довжинах хвиль показує лише інформацію про теоретичну можливість проходження хвилі конкретної довжини або діапазону довжин хвиль випромінювання через дану ділянку атмосфери[джерело?].
Важливість інфрачервоного вікна в енергетичному балансі атмосфери було доведено Джорджем Сімпсоном в 1928 р., на основі лабораторних досліджень Г. Хеттнера 1918 р. по вивченню прогалин у спектрі поглинання водяної пари[джерело?]. У ті часи комп'ютерів не було, і Сімпсон використовував наближення; зокрема він писав: «Немає жодної надії знайти точне рішення, окрім як використовувати відповідні спрощення …» У нинішні дні[коли?] з ростом обчислювальних можливостей машин, точніші рішення стали можливі, і конкретні результати досліджень інфрачервоного вікна атмосфери були опубліковані[джерело?].

## Спектр поглинання інфрачервоного випромінювання атмосферними газами
Основними компонентами земної атмосфери є кисень, азот й аргон, але в інфрачервоному діапазоні ці гази прозорі. Їх спектри поглинання (як в атомарному, так і в молекулярному стані) лежать в ультрафіолетовому діапазоні.
Смуги поглинання в інфрачервоному діапазоні зумовлені коливальними й обертальними переходами, які характерні для несиметричних хімічних зв'язків.
Найважливішими поглинаючими компонентами в інфрачервоному діапазоні є водяна пара (H2O), вуглекислий газ (CO2) та озон (O3).
Теплове випромінювання поглинається й іншими газами, котрі надходять в атмосферу внаслідок природних явищ чи  антропогенної діяльності: оксид вуглецю (CO), окиси азоту, метан (CH4) та ін. Проте їх кількість в атмосфері незначна й на поглинання теплового випромінювання вони майже не впливають.
- Водяна пара:

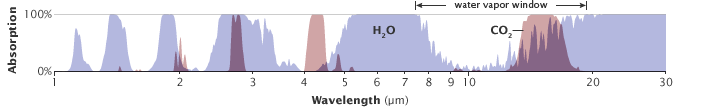
Діапазони поглинання енергії атмосферними газами залежно від довжини хвилі.

  - має дуже інтенсивну смугу поглинання від 5 до 8 мкм (із центром 6,3 мкм)[1].
  - важливу роль відіграє смуга поглинання з центром 2,7 мкм, дещо слабша смуга з центром 3,2 мкм. Також пара поглинає випромінювання у смугах, центри яких розташовані на довжинах хвиль 1,87; 1,38; 1,10 і 0,94 мкм[1].
  - Ще одна смуга поглинання вкриває діапазон за 11 мкм, але вона досить слабка[1].
- Вуглекислий газ:
  - інтенсивно поглинає інфрачервоне випромінювання в смузі від 12 до 16 мкм (центр близько 15 мкм). Також він має смугу з центром 4,3 мкм[1].
  - Досить сильна смуга з центром 2,7 мкм перекривається смугою водяної пари 2,7 мкм. Смуги з центрами на довжинах хвиль 2,0; 1,6; й 1,4 мкм слабкі, у розрахунках ними іноді нехтують[1].
- Молекула озону
  - має три основні коливальні частоти: 9,066, 14,27 та 9,597 мкм відповідно. Сильне поглинання близько 9,597 мкм та помірне близько 9,066 формують смугу озону 9,6 мкм. Смуга 14,27 маскується 15 мкм смугою CO2[1].

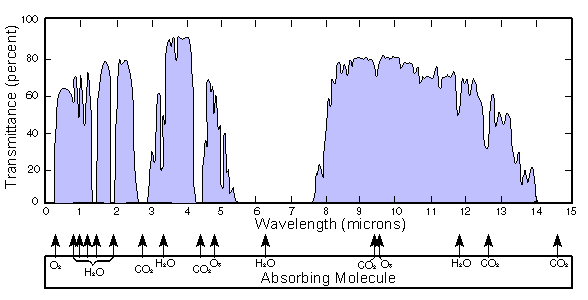
Прозорість земної атмосфери в інфрачервоній області. Провали на графіку відповідають ділянкам поглинання атмосферних газів.
Основне вікно лежить в інтервалі 8—12 мкм

Таким чином обертально-коливальні смуги H2O, CO2 і O3 в діапазоні 1—20 мкм не закривають цей діапазон повністю. Залишаються вікна прозорості 1,5—1,8 мкм; 2,0—2,5 мкм; 3,0—4,0 мкм; 4,5—5,0 мкм і 8—13 мкм, у яких поглинання досить мале, тобто вони відносно прозорі для інфрачервоного випромінювання. Для перенесення енергії в атмосфері найбільше значення має остання смуга. 
Діапазон від 8 до 12 мкм зазвичай і називають інфрачервоним атмосферним вікном або вікном прозорості атмосфери. У ньому лежить смуга поглинання озону з центром 9,6 мкм, але вона досить вузька й для перенесення енергії в тропосфері не має суттєвого значення.
Розподіл вуглекислого газу в атмосфері більш-менш рівномірний. На відміну від нього концентрація водяної пари й озону досить мінлива як у просторі, так за часом: вона залежить від географічного району, висоти над рівнем моря, від пори року й навіть від часу доби. При збільшенні вологості повітря та при появі хмар поглинання збільшується (зменшується прозорість).

## Кінетика переносу тепла через інфрачервоне вікно атмосфери
Інфрачервоне вікно атмосфери — шлях від земної поверхні в космос. Він поділяється на два компоненти випромінювання: випромінювання, що потрапляє у вікно і випромінювання, непотрапляюче у вікно[джерело?]. До даних компонентів неможливо застосувати Закон Бугера — Ламберта — Бера, тому що для цього не вистачає початкових даних[джерело?].
Причина в тому, що характеристики випромінювання вже визначені цим законом, тому повторно застосовувати закон було б помилково[джерело?]. Закон Бугера-Ламберта застосовується до випромінювання, для якого відоме джерело, а, отже, і характеристики випромінюваних ним хвиль, у той час, як невідомий напрямок, куди випромінювання піде. У разі атмосферного вікна якраз невідомі початкові характеристики випромінювання. Але відомо, куди випромінювання потрапить в кінцевому рахунку. Випромінювання, що потрапляє у вікно, піде в космос, що не потрапляє — повністю поглинеться атмосферою. Якщо ж розглядати ці випадки з точки зору закону Бугера-Ламберта, то частина випромінювання, що поглинається, і не потрапляє у вікно, може покинути атмосферу, тому кожен раз проходячи через чергову поглинаючу ділянку, частина випромінювання все одно пройде через неї, закон вкаже цю частину[джерело?].
Випромінювання, поглинене атмосферою, переходить у кінетичну енергію молекул. Енергія поширюється відповідно до звичайної динаміки перенесення енергії в атмосфері[джерело?].
Ці принципи для випромінювання, що потрапляє і не потрапляє в інфрачервоне вікно, витікають з визначення, що атмосферне вікно — динамічна властивість всієї атмосфери в цілому[джерело?].
Поглинання інфрачервоного випромінювання парниковими газами найсильніше у двох діапазонах довжин хвиль. Хвиль довших 14мкм, такими газами, як вуглекислий газ, метан (поряд з іншими вуглеводнями, залежно від довжини вуглецевого ланцюжка), а також обертовими модами молекул водяної пари. І хвиль коротших 8 мкм молекулярними зв'язками води та аміаку. Виключенням є озон, зв'язки якого, поглинають у проміжку 8-14 мкм. Зв'язки між атомами вуглецю, водню, азоту і кисню не поглинають у цьому інтервалі, тому в цілому поглинання хвиль від 8 до 14 мкм в атмосфері слабке[джерело?].
Для прикладу — довгохвильовий спектр, знятий над горами Атласу, містить випромінювання, що виходило від земної поверхні при температурі близько 320К, яке пройшло крізь атмосферне вікно, і випромінювання, що не потрапляло в прозорість вікна, яке виходило головним чином з тропосфери при температурах близько 260К. Аналогічна ситуація над Берегом Слонової Кістки: 265К пройшло від поверхні через вікно, і 240К з тропосфери.
Це означає, що випромінювання діапазону довжин хвиль 8-14 мкм, що виходить від земної поверхні і вершин хмар, у сухій атмосфері проходить в космос практично непоглиненим. Часткову прозорість також зафіксовано у дальньому інфрачервоному спектрі в діапазоні 16-28 мкм. Хмари — найсильніші джерела ІЧ-випромінювання. Частка випромінювання від хмар, що проходить через вікно, зростає в широтах, де температура повітря мала, але також у тих широтах, де вміст водяної пари у шарах, розташованих над хмарами, менший, ніж у нижніх. Крім того, кількість випромінювання, поглиненого водяною парою, зменшується разом з падінням тиску. Пояснюється це тим, что водяна пара стає менш концентрованою, а отже і поглинання ним випромінювання в цілому падає. Отже, випромінювання, в складі вікна виходить головним чином від поверхні хмар, що пояснює таку високу інтенсивність випромінювання від них. Але є думка, що це випромінювання затінює вікно лише у малому діапазоні[джерело?].

## Роль інфрачервоного вікна в існуванні життя на Землі. Парниковий ефект
За відсутності прозорого ІЧ-вікна, поверхня Землі стане значно гарячішою, і, можливо навіть настільки гарячою, що рідка вода на поверхні випарується, як це сталося на Венері. Це може становити загрозу для існування життя на Землі. Наявність ІЧ-вікна критична для Землі, щоб залишатися населеною планетою[джерело?].
В останні десятиліття прозорість ІЧ-вікна поставлено під загрозу створенням високоінертних газів, що містять зв'язки між фтором і вуглецем або сіркою. Частоти зв'язків між фтором і іншими легкими неметалами такі, що сильне поглинання в атмосферному ІЧ-вікні буде характеристикою компонентів, що містять саме ці зв'язки. Поглинання підсилюється тим, що дані зв'язки полярні, в силу електровід'ємності атома фтору. Зв'язки, що утворюються з іншими галогенами також поглинають випромінювання в діапазоні ІЧ-вікна, але не настільки сильно.
Інертність цих газів робить їх дуже цінними в промисловості, але водночас означає, що їх майже неможливо вилучити з циркуляції атмосферного повітря. Відомо, що фторвуглеці (CF4, C2F6, C3F8) можуть залишатися в атмосфері понад 50 тис. років — факт, який може бути недооціненим через відсутність природних джерел цих газів.
Ці сполуки мають чужорідний потенціал, який сприяє перегріву. Один кілограм гексафториду сірки підсилює парниковий ефект так, як 23 т вуглекислого газу за 100 років. Фторовуглеці подібні щодо цього. Тетрахлорметан дає вклад в парниковий ефект в 1800 разів більший від вуглекислого газу.
Пошуки замінників для цих сполук тривають і залишаються дуже проблематичними[джерело?].